# Euphorbia dubovikii
Euphorbia dubovikii es una especie fanerógama perteneciente a la familia de las euforbiáceas.  Es originaria de Transcaucasia.

## Taxonomía
Euphorbia drummondii fue descrita por Robertus Cornelis Hilarius Maria Oudejans y publicado en Phytologia 67: 45. 1989.
Etimología
Euphorbia: nombre genérico que deriva del médico griego del rey Juba II de Mauritania (52 a 50 a. C. - 23), Euphorbus, en su honor – o en alusión a su gran vientre –  ya que usaba médicamente Euphorbia resinifera. En 1753 Carlos Linneo asignó el nombre a todo el género.
 dubovikii: epíteto otorgado en honor de la botánica y recolectora de plantasucraniana Oljga N. Dubovik (1935- ).
Sinonimia
- Euphorbia pinetorum Dubovik[5][1]